# Keijo Pehkonen
Keijo Tapio Pehkonen (* 11. November 1964 in Heinola) ist ein ehemaliger finnischer Ringer. Er war 1987 und 1989 Europameister im griechisch-römischen Stil jeweils im Bantamgewicht.

## Werdegang
Keijo Pehkonen, der als Jugendlicher beim Sportklub Heinolan Isku mit dem Ringen begann, wurde bereits im Alter von 16 Jahren im Jahre 1980 finnischer Meister bei den Senioren im freien Stil im Papiergewicht (damals bis 48 kg Körpergewicht). Bis zum nächsten Titelgewinn dauerte es dann bis 1984. In diesem Jahr wurde er finnischer Meister im freien Stil im Bantamgewicht (Klasse bis 57 kg Körpergewicht). Im Laufe seiner Karriere wurde er insgesamt sechsmal finnischer Meister, viermal im freien Stil und zweimal im griechisch-römischen Stil.
Die internationale Karriere von Keijo Pehkonen begann im Jahre 1986, wobei er bei internationalen Meisterschaften nur im griechisch-römischen Stil an den Start ging. Bei der Europameisterschaft 1986 in Athen gewann er im Bantamgewicht auch gleich eine Medaille. Er belegte hinter dem sowjetischen Sportler Timurzjan Kalimulin und dem Griechen Haralambos Holidis den 3. Platz. Noch erfolgreicher war er im Jahre 1987. Er wurde in diesem Jahr bei der Europameisterschaft im finnischen Tampere Europameister im Bantamgewicht vor Emil Radojew aus Bulgarien, Patrice Mourier aus Frankreich und András Sike aus Ungarn. Auf dem Weg zu diesem Titelgewinn musste er allerdings in der 2. Runde von Peter Behl aus der Bundesrepublik Deutschland eine Punktniederlage hinnehmen. Während Behl trotz dieses Sieges nach der dritten ausschied, kämpfte sich Keijo Pehkonen bis zum Titelgewinn durch.
Auch bei der Weltmeisterschaft 1987 gewann Keijo Pehkonen eine Medaille. Er verlor im Finale seines Pools gegen den Deutschen Rıfat Yıldız und kämpfte deswegen gegen den US-Amerikaner Anthony Lee um die Bronzemedaille. Diesen Kampf gewann er sicher nach Punkten.
Im Olympiajahr 1988 war Keijo Pehkonen verletzt und verpasste deshalb die Olympischen Spiele in Seoul. Im Jahre 1989 holte er sich dann in Oulu seinen zweiten Europameistertitel im Bantamgewicht. Er besiegte dabei im Endkampf mit Emil Iwanow wieder einen bulgarischen Ringer. Bei der Weltmeisterschaft 1989 in Martigny konnte er sich aber nicht mehr so gut in Szene setzen und kam dort nur auf den 7. Platz im Bantamgewicht.
1990 ging Keijo Pehkonen in die Bundesrepublik Deutschland und rang für den KSV Lahr-Kuhbach in der deutschen Bundesliga. Auf der internationalen Ringermatte war er in dieser Zeit nicht präsent. Erst im Olympiajahr 1992 unternahm er ein Comeback, das ihm die Teilnahme an den Olympischen Spielen in Barcelona bescherte. In Barcelone schaffte er im Bantamgewicht aber nicht den Sprung in die Endkämpfe und musste wie in Martigny mit dem 7. Platz zufrieden sein.
Im Jahre 1993 startete er bei einem Weltcup in Heinola letztmals auf der internationalen Ringermatte. Er kam dabei im Federgewicht auf den 6. Platz.

## Internationale Erfolge
(OS = Olympische Spiele, WM = Weltmeisterschaft, EM = Europameisterschaft, GR = griech.-röm. Stil, F = freier Stil, Pa = Papiergewicht, Ba = Bantamgewicht, Fe = Federgewicht, damals bis 48 kg, 57 kg u. 62 kg Körpergewicht)
- 1985, 6. Platz, TUL-Turnier in Helsinki, GR, Ba, hinter Juha Virtanen, Finnland, Heiko Röll, DDR, Jaroslav Svadlenak, CSSR, Torsk Liuska u. Jari Raika, bde. Finnland;

- 1986, 3. Platz, EM in Athen, GR, Ba, hinter Timurzjan Kalimulin, UdSSR u. Haralambos Holidis, Griechenland, vor Nicolae Zamfir, Rumänien, Petar Balow, Bulgarien u. András Sike, Ungarn;

- 1987, 1. Platz, EM in Tampere, GR, Ba, vor Emil Radojew, Bulgarien, Patrice Mourier, Frankreich, András Sike, Sergei Bulanow, UdSSR u. Haralambos Holidis;

- 1987, 3. Platz, WM in Clermont-Ferrand, GR, Ba, hinter Patrice Mourier u. Rıfat Yıldız, BRD, vor Anthony Lee, USA, Ronny Sidge, Norwegen u. Emil Iwanow, Bulgarien;

- 1987, 2. Platz, Weltcup in Albany/USA, GR, Ba, hinter Amadoris Gonzalez Labrada, Kuba, vor Ken Kurotobi, Japan u. Eric Seward, USA;

- 1987, 3. Platz, FILA-Grand-Prix-Gala in Budapest, GR, Be, hinter Patrice Mourier u. Emil Iwanow, vor Rıfat Yıldız u. Anthony Lee;

- 1989, 1. Platz, EM in Oulu, GR, Ba, vor Emil Iwanow, Sergei Bulanow, Radu Strubert, Rumänien, Zoran Galovic, Jugoslawien u. Patrice Mourier;

- 1989, 7. Platz, WM in Martigny/Schweiz, GR, Ba, hinter Ermil Iwanow, Alexander Schestakow, UdSSR, András Sike, Michizo Fujioka, Japan, Pierre Dikanda, Schweden u. Yang Changling, China;

- 1992, 7. Platz, OS in Barcelona, GR, Ba, hinter An Bong-han, Südkorea, Rifat Yildiz, Shang Zetian, China, Alexander Ignatenko, UdSSR, William Lara, Kuba u. Marian Sandu, Rumänien;

- 1993, 6. Platz, Weltcup in Heinola, GR, Fe, hinter Kim Dong-bum, Südkorea, Zafar Jakuschew, UdSSR, Mikael Lindgren, Finnland, David S. Zuniga, USA u. Maryas Megyes, Ungarn

## Finnische Meisterschaften
Keijo Pehkonen wurde im freien Stil 1980 im Papiergewicht, 1984 und 1988 im Bantamgewicht und 1985 im Federgewicht und im griechisch-römischen Stil 1986 und 1989 im Bantamgewicht finnischer Meister.